# Erik Schmedes
 (juin 2025).
Si vous disposez d'ouvrages ou d'articles de référence ou si vous connaissez des sites web de qualité traitant du thème abordé ici, merci de compléter l'article en donnant les références utiles à sa vérifiabilité et en les liant à la section « Notes et références ».

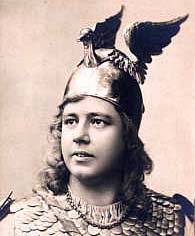
Erik Schmedes dans le rôle de Lohengrin, 1902.

Erik Anton Julius Schmedes (27 août 1868, Gentofte, Danemark – 21 mars 1931, Vienne ) était un ténor héroïque, particulièrement connu pour ses rôles dans les opéras de Richard Wagner. Il était le beau-frère de Vaslav Nijinsky.

## Carrière
Schmedes naît dans une famille de musiciens, dont le plus éminent était son frère Hakon, violoniste et compositeur réputé. Après des études à Paris, Berlin et Vienne, il fait ses débuts comme baryton (encouragé par Pauline Viardot ) à Wiesbaden, en 1891, dans le rôle du Héraut de Lohengrin. Il continue à chanter comme baryton jusqu'en 1897.
Cependant, après des études plus approfondies avec August Iffert à Vienne et sur les conseils de Ernst von Schuh, il passe au répertoire de ténor héroïque (Heldentenor). Il fait ses débuts en 1898, en chantant le rôle-titre de Siegfried à l'Opéra d'État de Vienne, où il était Kammersänger et l'un des ténors les plus présents lorsque Gustav Mahler dirigeait l'opéra.
Schmedes chante fréquemment à Bayreuth de 1899 à 1906 et au Metropolitan Opera en 1908-1909, dans Die Walküre (avec Johanna Gadski, Olive Fremstad et Louise Homer), Tiefland (la première aux États-Unis, face à Emmy Destinn), Parsifal, Götterdämmerung (dirigé par Arturo Toscanini) et Tristan und Isolde (dirigé par Mahler).
Bien qu'il ait principalement chanté des rôles du répertoire wagnérien, Schmedes était également un interprète admiré de Florestan dans Fidelio de Beethoven et de Palestrina de Hans Pfitzner. Au cours de sa carrière, il a chanté, rien qu'à Vienne, 1 130 représentations dans quarante-deux rôles entre 1898 et 1924. Il a enregistré pour plusieurs compagnies, dont Gramophone et Pathé, de 1900 à 1911.
La dernière représentation de Schmedes remonte à 1924 dans le rôle-titre de Der Evangelimann de Wilhelm Kienzl. Après avoir quitté la scène, il est devenu professeur de chant à Vienne. Parmi ses élèves se trouvaient Maria Müller et Anny Konetzni.

## Héritage
Schmedes a laissé de nombreux enregistrements dans des répertoires variés, italiens, allemands et français notamment.
Souvent considéré comme un meilleur acteur que chanteur, Schmedes est apparu dans deux films, notamment Inferno de Paul Czinner de 1919 qui est considéré comme perdu.
Erik Schmedes apparaît dans le roman Death and the Maiden: A Max Liebermann Mystery, de Frank Tallis sorti en 2012.